# Elmer Félix Neyra Valverde
Elmer Félix Neyra Valverde (Piscobamba, Áncash, 1939-Lima, 8 de abril de 2020) fue un matemático, maestro, poeta y escritor peruano. Ha escrito varios poemas y relatos en castellano y también algunos poemas en quechua ancashino.

## Biografía
Elmer Neyra creció en una familia grande en Piscobamba. Fue al Centro Escolar 304 de Piscobamba y después al Colegio Nacional Fidel Olivas Escudero en la misma ciudad y al Colegio Nacional Hipólito Unanue en Lima. Estudió en la Universidad Nacional Mayor de San Marcos, la Pontificia Universidad Católica del Perú y la Universidad Nacional de Ingeniería en Lima. Concluyó sus estudios con licenciaturas y maestrías en Matemática y en Docencia profesional y un doctorado en Educación Superior en Matemática.

## Labor literaria
Neyra ha escrito varios relatos y poemas, sobro todo en castellano, pero también en quechua ancashino. En 1995 publicó Cae San Pedro y Otros relatos en español, y en 1996 y 2011 sus poemarios bilingües Rumi Shanka y Qanchisqocha. Publicó también libros sobre la historia y las costumbres de la sierra ancashina. En 2015 publicó un diccionario de matemática trilingüe – en quechua ancashino, castellano e inglés.
Ha publicado el poemario en quechua:  Intipa waytankuna ("Las flores del sol"). Depósito Legal en BNP 2019-01900.

## Obras
- 1995: Cae San Pablo y otros relatos. (Editora Chavín)
- 1996: Poemario Rumi Shanka. (Editora Chavín)
- 1999: Provincia de Mariscal Luzuriaga et Piscobamba (Club Piscobamba): Variedad de temas y glosas de historia, costumbres y datos geográficos de la sierra oriental de Áncash.
- 2006: Por el Parque Nacional Huascarán.
- 2008: Evangelio de Félix Montaña. (Ediciones Iaccu)
- 2011: Poemario Qanchisqocha. Lírica bilingüe. (Tetis Graf)
- 2012: Poemario Semillas del Amanecer. Poemas de carácter infantil y de raigambre andina y al final, poemas dedicados a los pueblos de Huarás, Sihuas, Pomabamba y Piscobamba. (ISBN 978-612-00-0799-0)
- 2015: Diccionario de matemática – quechua, castellano, inglés. (Derrama Magisterial, ISBN 978-612-4201-48-6)
- 2021 (póstumo): Diccionario Quechua Uno.